# Said Halim Pasza
Said Halim Pasza (osm. سعيد حليم پاشا, tur. Said Halim Paşa; ur. 1863 lub 19 lutego 1864 w Kairze, zm. 6 grudnia 1921 w Rzymie) – osmański polityk i pisarz pochodzenia egipsko–albańskiego, wielki wezyr (1913–1917), minister spraw zagranicznych (1913–1915).
Podczas pełnienia przez niego funkcji wielkiego wezyra miało miejsce przystąpienie Imperium Osmańskiego do I wojny światowej oraz podpisanie sojuszu z Cesarstwem Niemieckim.

## Życiorys
W 1870 roku wraz z rodziną zamieszkał w Konstantynopolu, gdzie był nauczany przez prywatnych nauczycieli, następnie ukończył studia politologiczne w Szwajcarii.
Podczas panowania sułtana Abdülhamida II otrzymał tytuł paszy, a 21 maja 1888 roku został członkiem Rady Państwa. 22 września 1900 roku został mianowany bejlerbejem Rumelii, jednak w 1903 roku został wydalony z kraju z powodu kontaktów z młodoturkami. Na emigracji udzielał wsparcia młodoturkom, a także został członkiem Komitetu Jedności i Postępu; po udanej rewolucji z 1908 roku wrócił do Konstantynopola, ponownie zasiadł w Radzie Stanu, z której już 3 września tegoż roku został odwołany. Objął funkcję przewodniczącego rady Yeniköy, a w wyniku wyborów parlamentarnych z 1908 roku zasiadł w Senacie, zrezygnował jednak z mandatu parlamentarnego na rzecz wyjazdu do Paryża w celu podjęcia studiów z zakresu islamizmu.
Po rozwiązaniu parlamentu w 1912 roku wrócił do Rady Państwa, a w lipcu tegoż roku został wysłany do Lozanny w celu negocjowania warunków pokojowych z włoskimi władzami (wówczas miała miejsce wojna trypolitańska). Został następnie sekretarzem generalnym Komitetu Jedności i Postępu, 25 stycznia 1913 roku został wybrany na przewodniczącego Rady Państwa, a trzy dni później objął kierownictwo nad Ministerstwem Spraw Zagranicznych.
11 czerwca 1913 roku zmarł wielki wezyr Mahmud Şevket Pasza, dzień później Said Halim Pasza został jego następcą. 15 października 1915 roku zrezygnował z funkcji ministra spraw zagranicznych, jego następcą został Halil Menteşe. W wyniku konfliktu z wiceprezesem Komitetu Jedności i Postępu oraz ministrem spraw wewnętrznych Talaatem Paszą 3 lutego 1917 roku zrzekł się stanowiska wielkiego wezyra.
10 marca 1919 roku został aresztowany pod zarzutem udziału w ludobójstwie Ormian, a 28 maja uwięziony w jednym z więzień na Malcie. 29 kwietnia 1921 roku wypuszczono go na wolność z powodu braku dowodów; osiadł w Rzymie, gdzie 5 grudnia tegoż roku został zabity przez Ormianina Arszawira Szirakiana. Jego ciało przetransportowano do Konstantynopola, gdzie 29 stycznia 1922 roku zostało pochowane.
Znał języki arabski, perski, francuski i angielski.

## Książki[2]
- Taassub (1910)
- Mukallitliklerimiz (1911, 1914)
- Meşrutiyet (1911)
- Buhrân-ı İçtimâîmiz (1916; dwukrotnie wydana)
- Buhrân-ı Fikrîmiz (1917, 1919)
- İnhitât-ı İslâm Hakkında Bir Tecrübe-i Kalemiyye (1918)
- İslâmlaşmak (1918)
- İslâm’da Teşkîlât-ı Siyâsiyye (1921)

## Odznaczenia[5]
- Komandor I Klasy Orderu Medżydów (1888)
- Komandor I Klasy Orderu Osmana (1889)
- Wielka Wstęga Orderu Osmana (1892)

## Życie prywatne
Był wnukiem Muhammada Alego oraz synem Mehmeda Abdülhalima Paszy.